# Magalí Pereyra
Magalí Pereyra (Córdoba (Argentina); 24 de febrero de 2003) es una futbolista profesional que juega de Defensora en Talleres de la Primera División.

## Trayectoria
Inició su carrera en las inferiores del Club Atlético Belgrano e integró el plantel que ascendió desde Primera C hasta la Primera División de AFA.
A finales del 2021, fue convocada a integrar la nómina de la Sub-20 en la Selección Argentina. 
Un 30 de noviembre de 2023, firmó contrato con la institución de Alberdi siendo una de las diez primeras jugadoras de un equipo de la Provincia de Córdoba en convertirse en futbolista profesional. 
Para la segunda mitad del 2025, pasó a Talleres.